# جوگن (دوره هی‌آن)
جوگن (به ژاپنی: 貞元 Jōgen)؛ نام یک عصر تاریخی ژاپنی (نِنگُو) بود. این عصر بعد از تنئن و قبل از تنگن (دوره) قرار داشت و از ژوئیه ۹۷۶ تا نوامبر ۹۷۸ میلادی به طول انجامید. در طی این عصر امپراتور آنیو امپراتورژاپن بود.